# Râul Orbeni
Râul Orbeni este un curs de apă, afluent al râului Siret. 